# Paulí de Milà
Paulí de Milà — en llatí Paulinus Mediolanensis, en grec antic Παυλι̂νος — fou el secretari del bisbe Ambròs de Milà. A la mort del sant va esdevenir diaca i va anar a Àfrica on a petició de Agustí d'Hipona va escriure una biografia del seu antic cap. A Àfrica va entrar en contacte amb Celesti, que difonia les doctrines de Pelagi (heresiarca), i del que va procurar la seva condemna com a heretge per un concili que es va reunir el 212; les actes del concili, de fet un sínode, foren preservades per Marius Mercator. El 217 i 218 apareix oposant-se a l'apel·lació contra la condemna de Celesti. Isidor de Sevilla diu que fou ordenat prevere però no se sap res més. Va deixar escrit:
- Vita Ambrosii, escrit entre 400 i 412
- Libellus adversus Coelestium Zosimo Papae oblatus, escrit vers el 217
- De Benedictionibus Patriarcharum